# Passion ~Jounetsu~ / Heavy world
Passion ~Jounetsu~ / Heavy world – drugi japoński singel Lee Jung-hyun.

## Lista utworów
- CD

1. Passion ~Jounetsu~ (Passion ~情熱~)
2. Heavy world
3. Passion ~Jounetsu~ (Karaoke) (Passion ~情熱~ (カラオケ))
4. Heavy world (Karaoke) (カラオケ)

- DVD

1. Tarahae Bwa (oryginalna koreańska wersja) (タラヘバ(韓国語オリジナル曲PV))
2. Wa -come on- (japońska wersja) (WA-come on-(日本語LIVEバージョン)